# دايفيد ويسينويسكي
دايفيد ويسينويسكي (بالإنجليزية: David Wisniewski)‏ هو كاتب وكاتب للأطفال أمريكي، ولد في 21 مارس 1953 في إنجلترا في المملكة المتحدة، وتوفي في 11 سبتمبر 2002 في الإسكندرية في الولايات المتحدة.